# Jean Beaudry
Pour les articles homonymes, voir Beaudry.
Jean Beaudry, né en 1947 à Trois-Rivières, est un acteur, scénariste et réalisateur québécois.

## Biographie
Réalisateur et scénariste québécois, Jean Beaudry naît à Trois-Rivières et étudie au séminaire Saint-Antoine, dirigé à l'époque par les frères franciscains.  Il fait ses débuts de comédien au théâtre avec la troupe du Point-Virgule et, en 1975, il tient un premier rôle au cinéma dans le drame psychologique La Maison qui empêche de voir la ville, réalisé par Michel Audy.
Beaudry se fait connaitre en 1984 avec le film Jacques et novembre qu'il écrit et réalise en compagnie de François Bouvier et dans lequel il tient également le rôle principal.  Film au budget modeste centré sur les derniers jours d'un jeune homme se sachant atteint d'une maladie incurable, Jacques et novembre est particulièrement bien reçu par la critique québécoise.    
Le tandem Beaudry/Bouvier récidive en 1989 avec Les Matins infidèles, un drame dans lequel Jean Beaudry partage la vedette avec Denis Bouchard.  Doté d'un budget plus consistant, le film décrit la relation difficile entre deux vieux amis.  L'œuvre est jugée moins aboutie que Jacques et novembre, mais remporte un certain succès.  Ainsi, lors de sa présentation au festival du film francophone de Namur en 1989, Les Matins infidèles récolte le prix spécial du jury alors que Denis Bouchard reçoit un prix d'interprétation.  
Les Matins infidèles sera le dernier film réalisé conjointement par Jean Beaudry et François Bouvier.  Devenu cinéaste solo, Beaudry change complètement de registre et se consacre à la réalisation de deux films pour enfants, tous deux produits par Rock Demers dans la série des Contes pour tous.  Ce sont Pas de répit pour Mélanie et Tirelire, combines et cie.  Puis, il revient à un cinéma plus intimiste avec Le Cri de la nuit, œuvre minimaliste dans laquelle Pierre Curzi incarne un veilleur de nuit.  Le film passe un peu inaperçu à sa sortie.
Après un hiatus de presque vingt ans, Beaudry effectue un retour avec un autre film de la série des Contes pour tous : La Gang des hors-la-loi.  Tourné en Acadie en 2013, le film est présenté en première mondiale au festival de Zlín, en République tchèque, à l'été 2014.

## Filmographie

### Réalisateur
- 1984 : Jacques et novembre
- 1989 : Les Matins infidèles
- 1990 : Pas de répit pour Mélanie
- 1992 : Tirelire, combines et cie
- 1996 : Le Cri de la nuit
- 2013 : La Gang des hors-la-loi

### Scénariste
- 1984 : Jacques et novembre
- 1989 : Les Matins infidèles
- 1990 : Pas de répit pour Mélanie
- 1992 : Tirelire, combines et cie
- 1996 : Le Cri de la nuit

### Acteur
- 1989 : Les Matins infidèles de Jean Beaudry et François Bouvier : Marc

## Récompenses et nominations

### Récompenses
- Prix Guy-L'Écuyer (1989), Les Matins infidèles